# Jocurile mediteraneene
Jocurile Mediteraneene sunt un eveniment sportiv ținut, de obicei, la fiecare patru ani, între națiunile din jurul sau foarte aproape de Marea Mediterană, marea care reunește Europa, Africa, și Asia. Evenimentul este organizat sub auspiciile Comitetului Internațional al Jocurilor Mediteraneene (CIJM).